# Џо Фејган
Џозеф Френсис Фејган (енгл. Joseph Francis Fagan; 12. март 1921 — 30. јун 2001) био је енглески фудбалер и тренер. Водио је Ливерпул до успеха у Купу европских шампиона 1984. године.

## Биографија
Фејган је у каријери играо као десни халф за Манчестер сити.
Од 1958. до 1971. године, био је у Б тиму Ливерпула, а од 1971. до 1983. године био је помоћник у А тиму. Пејсли је дао оставку 1983. године, а Фејган је именован за главног тренера.
Ливерпул је 1984. године освојио Куп европских шампиона (у Риму на пенале после ремија 1:1 са Ромом), лигу и Лига куп. Али после 1985. године, Ливерпул није освојио трофеј дуги низ година. Изгубили су од Јувентуса резултатом 0:1 у чувеном финалу Купа европских шампиона 1985. у Бриселу на стадиону Хејсел. То је била његова последња утакмица на клупи Ливерпула, после трагедије на Хејселу повукао се и није више радио као тренер.

## Успеси

### Менаџер
Ливерпул
- Куп европских шампиона: 1983–84.
- Прва дивизија Енглеске: 1983–84.
- Лига куп Енглеске: 1983–84.